# Massacra
I Massacra sono stati una band death metal formatasi nel 1986.

## Storia dei Massacra
Nel 1987 inizia la loro attività, che si interrompe improvvisamente dieci anni dopo a causa della morte del cantante e chitarrista, nonché band leader, Fred Duval in seguito a un cancro della pelle il 6 giugno 1997.
Nella loro carriera hanno pubblicato cinque album e tre demo, nel 2000 è stata pubblicata una raccolta postuma.

## Formazione

### Ex componenti
- Chris Palengat - batteria (1988 - 1991)
- Matthias Limmer - batteria (1992 - 1994)

## Discografia

### Album in studio
- 1990 - Final Holocaust
- 1991 - Enjoy the Violence
- 1992 - Signs of the Decline
- 1994 - Sick
- 1996 - Humanize Human

### Demo
- 1987 - Legion of Torture
- 1988 - Final Holocaust
- 1989 - Nearer from Death

### Raccolte
- 2000 - Apocalyptic Warriors Pt. 1